# G★MENS
G★MENS（ジーメンス）は、かつて存在した日本のお笑いコンビ。過去に吉本興業、ワタナベエンターテインメントに所属していた。大阪NSC11期生。一時期「G-men's」「Gメンス」というコンビ名表記を用いた。

## メンバー
- ザコシショウ（1974年2月13日（51歳） - ）
本名：中澤 滋紀
静岡県出身。静岡県立清水工業高等学校卒業。
ボケ担当。
コンビ後期にはコントを交えたクラブイベント「ZACPA」を主催し、自身もDJをしていた[3]。
コンビ活動休止後はピン芸人「ハリウッドザコシショウ」としてSMA NEET Projectに所属。

- 静岡茶っぱ（しずおかちゃっぱ、1974年3月4日（51歳） - ）
本名：浅井 和仁
静岡県出身。静岡県立清水工業高等学校卒業。
ツッコミ担当。
デビュー当初の「ドブシショウ[4]」から「クーロン浅井」「クローン浅井」「ブギーマン」「ブギーマンジャパン」「Mr.コント」と改名を繰り返し、最後にメッセンジャー・黒田有の命名で「静岡茶っぱ」を名乗った。
芸風とは裏腹に真面目な性格のようで、ジャリズムの山下しげのり（現インタビューマン山下）は、『爆笑BOOING』（関西テレビ）の中で、「静岡茶っぱと飲みに行って、『（あんな芸風なので）お前も大変やな』と言ったら、静岡茶っぱが号泣した」、「静岡茶っぱの部屋に遊びに行ったら、大きい文字で『死ぬと思えば何でもできる』と書いた紙が壁に貼られていた」といったエピソードを明かしている。

## コンビ略歴
1992年4月、静岡茶っぱが高校の同級生だったザコシショウを誘い、ともに大阪NSCに入学。大阪NSCを選んだ理由は、東日本の芸人志望の若者の登竜門として知られる当時の横浜放送映画専門学院（のちの日本映画大学）の学費が静岡茶っぱにとって高かったため。
1993年に正式にコンビ結成し、デビュー。主に心斎橋筋2丁目劇場を拠点とした。コンビ名の由来は二人が出会った工業高校の教科書に載っていたヴェルナー・フォン・ジーメンスから引用されたもの。深い意味はなく響きがしっくり来たため。
1999年10月、劇場の閉鎖を機に吉本興業を退社し、それから約1年休業。2000年10月に上京し、2002年4月からワタナベエンターテインメントに所属したが、同年、静岡茶っぱが介護士の勉強のため引退の意向を示し、11月17日にコンビを「無期限活動停止」した。

### 再結成歴
G★MENSはあくまで活動停止中であり、解散をしていない。活動停止後、「G★MENS復活の日」を予告していたとおり、コンビでのネタ披露を複数回行っている。
- 2007年4月、一夜限りでイベントで復活。
- 2008年2月には、毎日放送の「ジャイケルマクソン」で解散後初めてテレビで共演を果たし、コンビ時代のネタ「円楽笑いすぎて爆発コント」を披露。
- 2017年9月には、ザコシショウの単独ライブツアー千秋楽（大阪YESシアター）に静岡茶っぱがゲスト出演し、コンビ時代のネタを披露した[6]。

### 受賞歴
- 1996年 第17回今宮子供えびすマンザイ新人コンクール 奨励賞[7]

## 芸風・エピソード
- コントを中心に演じ、「『なんでやねん!』のタイミングで『アーッ!』って奇声を発するような[2]」ハイテンションな芸風であった。これは静岡出身のふたりが「関西弁のツッコミに違和感がある[2]」ことから生まれた工夫だった。
  - 「爆笑BOOING」に出演する際は、脈絡のないストーリーで舞台狭しと暴れ回るコントを披露し、大爆笑の中で失格となっていくというのが名物となっており、ご意見番であったキダ・タローからは、「誰もいない大草原でネタをやった方が良い」とコメントされ、司会の牧野エミは、彼らのスタイルを見て「コンビで2人いるんやから、片方が『こういうコントをしたい』と言ったら、もう片方は普通止めるやん？なのに、2人して楽しそうにやっているのが信じられへん」と発言している。
  - 1994年に2丁目劇場所属の若手芸人によるトーナメントの第2回が行われ、G★MENSは1回戦で2丁拳銃と対戦。第1回トーナメント覇者のベイブルースの2人はこの対戦を分析、審査員の太平サブローに対して、「分かりやすく言うと、アホの端っこvs端っこの戦いですね」と説明した。
- 「本能のハイキック!」で、芸人の仕事に反対していた静岡茶っぱの義父母（妻の両親）を説得するための企画が何度か放送され、最終回では彼を応援するFAXを募集し、目標の1000通を超えたため芸人続行が決定した。

## 出演番組
- 爆笑オンエアバトル（NHK総合） - 戦績0勝1敗 最高169KB
- ダウンタウンのガキの使いやあらへんで!!（日本テレビ） - 「ハイテンショングランプリ」のコーナーに出演
- ボキャブラ天国（フジテレビ） - キャッチコピーは「ザ・グレートシズオカ」
- BACK-UP!（フジテレビ）
- 本能のハイキック!（フジテレビ）
- すんげー!Best10（朝日放送）
- AHERA（テレビ朝日）
- オールザッツ漫才（毎日放送、1993年～1998年）
- 爆笑BOOING（関西テレビ放送） - 3週勝ち抜き
- ジャイケルマクソン（毎日放送、2008年2月20日）